# 八尾パーキングエリア
八尾パーキングエリア（やおパーキングエリア）は、大阪府八尾市北久宝寺の近畿自動車道上り線（吹田方面）にあるパーキングエリアである。2014年（平成26年）3月29日、新たに供用開始となった。
かつて近畿自動車道の休憩施設は下り線（松原方面）の東大阪PA（1995年（平成7年）4月4日供用開始）しか無かったため、八尾PAが供用開始されたことで、近畿道の上下線に休憩施設を備えることとなった。近畿道の高架下、大阪府道2号大阪中央環状線の上下線に挟まれたスペースに休憩所（トイレを含む）が設置されている。東大阪PAに類似した形態である。

## 道路
- E26 近畿自動車道

## 施設

### 上り線（吹田方面）
- 駐車場
  - 大型 27台
  - 小型 99台（うち身障者用2台）
- トイレ
  - メイントイレ
    - 男性 大4・小10
    - 女性 7
    - 多機能 1

  - サブトイレ
    - 男性 大2・小2
    - 女性 2
- 給電スタンド（24時間）
- 自動販売機
- 交通情報提供モニター

※ 全長 12m以上の大型トレーラー等は利用不可。

## 隣
E26 近畿自動車道
(8)八尾IC - 八尾PA（上り線のみ） - (9)長原IC